# 晴れのちシンデレラ
『晴れのちシンデレラ』（はれのちシンデレラ）は、宮成楽による日本の4コマ漫画およびストーリー漫画作品。略称は『晴れシン』または『晴れのち』。『まんがライフMOMO』（竹書房）では2007年6月号にゲスト掲載後、同年9月号から2019年1月号まで 毎月、4コマ漫画が連載された。『まんがライフオリジナル』（同）では2008年4月号、同年11月号、2009年5月号、同年12月号にゲスト掲載後、2010年5月号から同年7月号まで短期連載され、同年12月号のゲスト掲載を経て、2011年6月号より隔月で4コマ漫画を連載している。『まんがライフMOMO』の休刊後には『まんがくらぶ』（同）に移籍し、2019年2月号から同誌の最終号である2020年5月号まで連載。その後『まんがライフ』（同）へ移籍し、2020年6月号から同誌の休刊号である2022年9月号まで連載。
『まんがライフSTORIA』（同）では創刊号からショートストーリー漫画を連載。同誌が2019年7月30日号（vol.37）限りで休刊したことに伴い、ウェブコミック配信サイト『ストーリアダッシュ』へ移籍し、連載されている。『まんがくらぶオリジナル』（同）や『まんがライフWIN』（同）、『まんがくらぶ』、『まんがライフ』（同）にゲスト掲載されたことがある。
2017年には連載10周年を迎え、単行本10巻の帯でも10周年に関する言及がなされた。

## 物語概要
春日晴は、お嬢様学校・百華高校に通い、生徒たちから敬愛を集める、いわゆるお嬢様である。しかし彼女はかつて、およそ「都会」「家柄」「上流階級」といった概念とかけ離れた極貧生活の環境で、弟、母との3人で幼少時を暮らしていた。そんな彼女の生活が突如、「上品」あるいは「お嬢様」としてのなんたるかに直面する事態に一変。それまで生まれ育った環境の中で獲得した野性的資質とのはざまで葛藤しながら、家族や学校のクラスメートたちと過ごす日々がユーモラスに描かれている。
『サザエさん』同様、登場人物たちが年齢を重ねない設定で連載されている。時折、過去の時間軸（晴の幼少期〜じいや達と出会う以前）での話が挟まれることがある。
作者の他作品『天国のススメ!』（芳文社）とは世界観を共有している。

## 登場人物

### 春日家
春日 晴（かすが はる）
主人公。
百華高校に通う2年生。通称「春姫」。身長168cm。途中転入でありながら、百華きっての才媛との評価とクラスに一人だけ許される「姫」の敬称を持ち、クラスメートの枠を越え学校中の尊敬を集める。髪型は、初期はロングヘアを後頭部でおさげにして、その部分に赤いリボンを付けていたが、単行本4巻途中から、後頭部でお団子にし、リボンを付けないスタイルに変化している。髪型を変えた理由について、作者は「暑い日に髪を下したシーンを描いた際、見た目が暑そうなので涼しそうな髪型にした」「当初は2 - 3ヵ月程度で前の髪型に戻す予定だった」と説明している。
元々は極貧の中で自給自足の生活（食用キノコすら見分ける）をしていたが、3年前、外国で祖父が油田を掘り当て大金が入ったことにより、それまでとは対極のセレブ生活を送ることになった。
「本物のお嬢様」になろうと日々奮闘中。にもかかわらず、言動の端々に極貧時代に染み付いた癖が晴本人の自覚する程度に跡を残してしまい、周囲からの「上品さ・模範的お嬢様」視とに板挟みされ、(本来は取るに足らず笑い飛ばして済まされるべき)葛藤に苛まれる日々。その描写こそが本作の根幹を成している。
緑の手を持った人であり、自分の部屋でこっそり栽培し始めたもやしや西瓜、じゃがいも（藤咲コック長に感心されるほどの出来）が豊作になってしまうほど。家事全般はそつなくこなすことができ、とりわけ裁縫の腕は弟あたるの学ランやコスプレ用に着たドレスなども自分で手縫いして自作するほど。ただし美的センスが問われることは苦手。過度な期待を寄せられるのが弱点で、察知した途端にギクシャクした動きをとるようになり力のセーブもできなくなる。
3階ベランダから地上に飛び降りても平気、石臼を軽々と持ち上げるなど、極貧時代に培った超人的な身体能力を持っている。小学生時代には賞品（米俵）目的で参加した男女混合ちびっ子相撲大会で優勝経験がある。山の主（クマ）と川の主（大魚）と幼少時に何度も対決、あたるの応援もあり最終的には勝利している。とある一件をきっかけにおかめの面を被った「おかめ仮面」となり、密かに人助けをしている。
春日 あたる（かすが あたる）
晴の弟。男子部と女子部に分かれた名門校に通っており、作中で生徒会長に就任している。性格も良く学業優秀、運動神経抜群で男女問わず他の生徒に高い人気と尊敬を集めている。着ている学ランは晴の手縫いで、通う学校を選んだ理由もその学校の制服が学ランであり、貧乏生活時代の姉の厚意が無駄にならないようにと慮ったため。
幼少時から晴に付かず離れず遊んでいた。この生い立ちにより、晴におよばずながら身体能力は常人を凌駕している。姉と違い学校でも身体能力をあまりセーブしておらず、清涼飲料の入ったガラス瓶の首を、日常茶飯事とばかりに何気なく手刀で切って開けてのけ、友人を驚かせるのも日常である。ただ、普段から力をセーブしていないことが原因で、間接的ではあるが源と政夫にオカメ仮面の正体を看破されかける結果を招いたことも。共に極貧時代を暮らしていたため、晴の考えはある程度読むことができ、晴からは身内の相談相手として、野生に目覚めかけた時の歯止め役として頼りにされている。ただし、食べ物に関することになると晴と同じく我を忘れる。お面をつけていても知り合いには見抜かれてしまうほどの癖毛の持ち主。また、晴よりもお姫様としての適性が高い。
各単行本の巻末はあたるが主人公の『晴れのちおうじさま』という作品が収録されている。
じいや
春日家の執事。未だ本名は作中で明かされていない。春日家の極貧エピソードを知っては号泣している。写真撮影を趣味にしていることが、単行本1巻のカバー裏漫画で明かされている。ただし、粘土細工の美的センスは晴と同レベル。春日姉弟を幼少の頃からお育てしたかったと語るほど二人を溺愛。バトラーⅤ（ファイブ）という謎の団体（執事の団体）に属しているらしい。若い時はかなりのハンサムだったらしい。
御園（みその）
春日家のメイド。春日家の極貧エピソードを知っては号泣している。かわいいものが好き。パペットや吹き流しなどの小物製作や裁縫も得意。
作中ほとんど描かれないが、春日家には彼女以外にもメイドは複数従事している。四菱家のメイド宮野の新人時代に面倒を見たことで敬愛され目標にされるくらいメイドとしての実力、人格は高いことがほのめかされている。
晴とあたるの母
本名は明かされていない。普段着は極貧時代から着物と割烹着。厨房にもよくいて、献立決定や時には料理もしている。「3分活動するためには15分の充電が要る」虚弱体質（ただし活動可能時間中は晴以上の身体能力を発揮する）で、口から吐血している描写も日常である。極貧時代が長かったため、ダルマや招き猫など、開運グッズを集めてすがる習慣が未だに抜けない。初詣でのおみくじでは「大吉」が出るまで吐血しながら続け、おみくじ担当の巫女を恐怖のどん底に陥れた。極貧時代もへそくりを使って引き続けていた。
晴とあたるが喧嘩をしていても「怒りますよ」との一言だけで二人に土下座させて収めたり、バットでスイカ（を模した泥団子）を一刀両断するなど、(体力・筋力的にはともかく)カリスマ性において春日家最強の人物。空中での銀杏切り、厚さ50センチメートルのパン生地を10秒でこね終わるなど料理の腕も凄腕。若い頃はなまはげと呼ばれて鳴らしていたらしい。また、二人の幼少時には「ナマハゲ星出身」と言っていた。晴とあたるには、幼少期に（主に食べ物やイベントに関しての）間違った一般常識を教えており、姉弟の知識形成に多大な影響を与えている。
晴とあたるの父
作中には未登場で、どこに居るのか、存命か否かについても明かされていない。晴たちの会話の中で、まれに言及されることがある。晴の乳児時代にあまりの可愛さにカメラを買って壊れるまで使ったことで春とあたるの「かわいい」幼少時代の写真が残っている。
大吉
春日家の飼い犬。極貧時代にあたるが拾ってきた。
名前の由来は宝くじが当たるように、との願いの名残。ご飯を与えられても半分を残しておくなど、極貧を生きるための生存本能が身についている。あたるのことはご主人さまと慕い、晴のことはボスと畏怖しているようである。成金趣味な現在の犬小屋は苦手で、あたるが泊まりに来る時以外は使っていない。あたるからもらったスカーフが宝物。
晴とあたるの祖父
本編には登場していない。3年前に油田を掘り当てたことで、大金持ちになった。晴と同い年の後妻がいる模様。金持ちになった今も現地の開運グッズを購入しては送ってくる。
藤咲（ふじさき）
春日家のコック長。右目の下に泣き黒子がある。名前がない初期はコック帽をかぶっていたが現在はつけてない。双子のコックを弟子にしている。春日家の極貧エピソードを知っては号泣している。春日家に一生捧げる誓いを何度も立てているくらい春日家が大好き。料理の腕（有名レストランからスカウトされるほど）は主菜からスイーツまで万能で、細やかな気配りの出来る人であり、ハンバーガーデビューの晴と三条様用に初心者向けミニミニハンバーガー（高さ3cm）を用意したり、晴の部屋で増殖したスイカを使って連日様々なスイーツを準備したりしている。しかし晴とあたるの母の超人的な凄腕ぶりには己の未熟を感じ、落ち込むこともある。春日家に仕える前に比べ性格が丸くなったらしい（修業時代の先輩が驚くくらい）。
黄太&青人
春日家のコックで、藤咲の弟子。双子で、髪の分け方が左右逆になっているのが識別点（分け目が左側にあるのが黄太、右側にあるのが青人）。2人揃ってお調子者かつ春日家の過去にそれほど理解が深くないことから、藤咲を泣かせたり、怒らせたりすることもしばしば。

### 晴の学友
四菱 伊織（よつびし いおり）
晴のクラスメートかつ友人。髪はショートカット、170.5cm とやや高めの身長、スレンダー且つ凹凸の少ない体型、竹を割ったようなさっぱりとした性格 で言葉遣いもフランク。故に百華内にあって「王子様」視されがちなのが悩みの種。本当はお姫様のような存在に憧れており後述のドラマでは自分をヒロイン役に当てはめることが多い。作中で放送している朝の連続ドラマ『男シンデレラ』（通称ダンデレラ）の大ファン。夢中になりすぎて成績が急下降したこともある。薫とは幼馴染で何故か作品中、彼女が絡む場面では大抵「いおり」と名前がひらがな表記されている。
見た目によらず怖がりで、怪談などが大の苦手。ただ、霊感はあるのか幽霊が見えてしまうこともある。
五十鈴 薫（いすず かおる）
晴の同級生。髪はロングヘアで、単行本で「おっとりしっかり」と紹介されているように、おしとやかだが芯の通った性格。身長は、晴よりもやや低め。
伊織とは先々代からの家同士の付き合いという意味において、いわば産まれる前からの幼馴染。何故か作品中、彼女が絡む場面では大抵「カオル」と名前がカタカナ表記されている。
五十鈴家は代々、占いに基づく託宣により時の実力者や政権に影響を与えることで上流社会に存在を示している。薫の母親がやっとつい最近になって当主継承に向けた修行を始めさせてもらった、という様子が示すように、家柄は大変厳格である模様。後述の、従妹みずきの西王家は五十鈴家の分家筋にあたる。
放送部員として活動。この設定から、結果的に初登場はかなり早い時期であったと言えるものの、連載初期は「名前を明示される必然性が薄いモブキャラ」に過ぎなかった。
伊織と同じく『男シンデレラ』のファンであり、伊織と二人で劇場版の試写会に行ったことがある。糸目だが、驚くなど感情が昂ぶった時には目を見開くことがある。怪談やオカルトを好み、別荘を恐怖の館に改造するほどである。伊織をよく怖がらせている模様。『男シンデレラ』絡みになると暴走しがちな伊織のブレーキ役およびツッコミ役でもある。
太りやすい体質であり、時折（主に長期休みのタイミングで）欲求に負けて暴食した結果を過激なダイエットで何とか取り戻そうと努力する。ジャイアントパンダの着ぐるみで登場する連載回は大体このパターン。なお、単行本8巻からは、学友の助けや自制心の芽生えもあり、太る描写は見られなくなった。
余談ではあるが、『日々是平坦』（迂闊著）にも、同性同名の女子高校生が登場している。（全くの別人であり、『晴れのちシンデレラ』の方が登場は早い）
三条 紋（さんじょう あや）
晴の同級生。高い家柄のお嬢様。身長は、晴よりもやや低め。晴が転校して来る前の「姫（クラスの人気N0.1の敬称）」で、その地位を取り戻すべく彼女をライバル視しているが、温室育ちの虚弱体質でよく倒れてしまい、何度か晴に助けられている。伊織や薫とも仲が良く、晴を加えた４人で行動していることが多い。当初はあまり友人がいなかったようだが、3人と出会ってから学校の欠席数が目に見えて減るほど良好な友人関係である。３人とあたるからは名前ではなく敬意から「三条様」とよばれている。
口ではライバルだと主張するものの、晴の人となりに心底惚れ込んでおり、端から見れば晴のことを敬愛しているようにしか見えない。弟の慶一郎からは「姉上」と呼ばれている。100歳を超える高祖母も、同じ学校の女学生であった。
一ツ橋 琴子（ひとつばし ことこ）
晴たちの後輩。前髪を残して残りの髪を後ろで2つのお団子状にしている。晴のことを「お姉さま」と呼び慕っている。愛称は「コトちゃん」。自分と同じように晴を敬愛している同級生たちの多さに、日々危機感と嫉妬心を覚えている。
九頭竜 月虎（くずりゅう つきこ）
晴たちの先輩。通称「虎姫（とらひめ）」。「学園の王者」として、幼稚舎の後輩たちにもその名を轟かせている。リボンを使って髪を両サイドでまとめている。あたるを心から慕い尊敬する7歳の弟がいる。
お気に入りの後輩がいないということが学内で噂になっていたが、自身が主催した茶会に晴と伊織を参加させた後、晴に「私の宝石姫」というあだ名をつけ、お気に入りであることを公言した。コモドドラゴンが好き、共に世界を革命しようと晴に誘いかけるなど、性格は個性的。真偽の定かでない逸話がいくつもある。『magical』では、紋のことも先輩として気にかけている描写がある。
超然としたたたずまいではあるが、現在の境遇に寂しさを感じているような描写がある。
東雲 七生（しののめ ななお）
晴たちの先輩で、虎姫と同じクラスの友人。但し、薫と伊織の家同士の関係性を挟んだ友人同士に一見似ているようであるものの、五十鈴家(薫)と四菱家(伊織)のような「あくまで対等」とは違い、九頭竜家＞東雲家の上下関係に基づくことが言動に暗示されている。とはいえ校内では色々な意味でクラスメートからさえも別格扱いされている虎姫に、容赦ないツッコミを入れている唯一の生徒でもある。
伊織を「ワイルドリリー」と呼んで「お気に入りの後輩」にしている。
大人びた容姿、性格で、先輩として晴に助言したりもしている。
藤原（ふじわら）
晴たちの同級生で、文芸部員。メガネをかけたショートヘアで、いかにも文学少女的な風貌をした少女。晴たちの高校の文芸誌に詩集「満月の騎士」シリーズを連載。8巻P48には彼女の風貌に相当する生徒が登場していたが、連載当初の薫と同じくその時は「名前を明示される必然性が薄いモブキャラ」の一人に過ぎなかった。名前や特徴・個性の詳細が明確になったのは11巻P95のエピソードから。伊織と同じく晴のことをアイドル視しており、自身の連作詩集「満月の騎士」のイメージ妄想で晴を「月の騎士様」と言うあだ名で呼んでいる。校内の中庭で転んで足をくじいていたところを、体育の授業終わりの移動中らしきジャージ姿の晴と伊織に助けられ、保健室まで引率される。その際、藤原が恍惚状態・羞恥で赤面しているのを晴が病気による発熱があるのかと誤解し、検温のために藤原の額に手で触れたところ、藤原が感激・狂喜のあまり悲鳴を上げて気絶。その後、憧れの相手に邂逅出来た喜悦の余韻が過剰過ぎたために自身の連作詩集の続きを書けず、「僥倖」と言う習字の色紙のみでページを埋め留める、と言うオチを付けていた。
花岡（はなおか）
晴たちの同級生で図書係だった生徒。本編には登場せず、別巻「晴れのちシンデレラ　magical」にのみ登場のキャラ。ロングヘアで、引っ込み思案な少女。その性格ゆえに存在が目立たなかったが、晴が図書館で借りた本の栞・貸出カードに書かれた文字の美しさがきっかけで晴によりその突出した個性を見出された学友。「Magical」3巻の冒頭エピソードではドイツ留学してしまうが、同じ「Magical」3巻P85からp93のエピソードでは一時帰国しており、夏休暇の時期だったこともあり校舎に寄ったその際に偶然、街中に外出した晴たちを見かけ声を掛けかけたが、引っ込み思案で思いとどまる。けれど、ちゃんと晴が（その時も恐らく超人的な聴力を発揮して）声を聞き取ってくれたために無事再会。その後すぐドイツに戻らねばならない機上の人となった花岡だったが、それでも機内で晴の仲良しの3人（伊織・薫・三条）とラインも出来た、と言う結末になっている。

### あたるの学友
三条 慶一郎（さんじょう けいいちろう）
紋の弟。あたるのクラスメイトであり、何かにつけあたるに勝負を挑んでいるが、その度に敗北を喫している。紋からは「けーちゃん」と呼ばれている。いわゆるメガネ男子。本編ではあまり瞳は描かれないが、『magical』では基本的に瞳も描かれている。学校を決めた理由は「学力的にも歴史的にもここ」であるため。あたるとは別の意味で姉のために気苦労が絶えない。姉を大切に想っている点もあたると共通。男子部生徒会副会長。
葉介（ようすけ）
あたるのクラスメイト。糸目。庶民派。学校を決めた理由は、祖父が名門校に入れたがったため。体育委員会所属。「姉」という存在に憧れており、あたると慶一郎の境遇を羨むこともある。
藤堂院 紅（とうどういん べに）
あたるの同級生で、女子部に通っている。運動神経が鈍く、転んで溝に落ちるなどドジを踏むことが多い。あたるに熱烈な想いを寄せており、初登場時、双眼鏡を使ってあたるを観察していた。その様子をみずきに咎められた際、とっさに「サッカーをたしなむ鳥を見ていた。」と言い繕って以来、あたるのことを陰で「金のカナリア」と呼んでいる（晴のことは「極楽鳥」と呼んでいる）。思い込みが激しく、あたるのことが絡むと周囲の言葉を聞き入れないほど舞い上がる。女子部生徒会役員（役職は不明）
西王 みずき（さいおう みずき）
あたるの同級生で、紅の親友。クールな性格で、あたるを想い暴走しがちな紅に手を焼きつつも、その行動に茶々を入れたり諌めたりしている。あたるが発する王子オーラの前でも正気を保てる、数少ない女子部生徒でもある。晴のクラスメートである薫の従妹に当たる。眼鏡をかけているが、瞳もきちんと描かれている。モブなど簡略化するときは丸眼鏡のみになる。女子部生徒会役員（役職は不明）。
薫の家で夏に開催される納涼怪談大会で優勝経験があるなど、怪談話が得意。その恐怖たるやスイーツの食べすぎでパンダスーツ装着に追い込まれた薫を一晩にして元に戻した（効果は1回限り）。
太りにくい体質であり、薫の暴食に付き合わされて同量のスイーツを食べていたにもかかわらず、体型が全く変化しなかったことがある。入浴後は特大バスタオルをローブのように全身にまとい目だけを出すという姿ですごすという癖がある。

### その他
五十鈴 源
薫の祖父。伊織の祖父である政夫とは幼馴染みで現在も親友、そこから孫娘たちの幼馴染関係があると思われる。やせ形で職人ぽいシャープな顔立ち。お化け屋敷を建設するくらい怪談好き。
現役時代は政界の相当な実力者であったようである。自身が政治家であったか否かはさておき、前述のように五十鈴家が古くから政界のフィクサーとして影響力を示していたのは確かである。
お祭りで超人的な動きを見せた謎の人物を2度目の当たりにし、その気骨ある漢（おとこ）らしさに惚れ込み、政夫と2人で張り紙をして行方を捜している。薫には甘々で、彼女がダイエット時に着るパンダスーツには、源肉声による甘言満載の励まし（？）が聞けるスイッチ（耳）がある。
現在は政夫と共におかめ仮面の弟子入りを志し、鶴仮面（決めポーズの）として鍛錬の日々を送っている。
出番はわずかではあるが、作者の他作品『天国のススメ!』にも客演している。
四菱 政夫
伊織の祖父で、源とは幼馴染みにして親友。丸い小太りな風貌と、髪に不自由な頭が特徴。女好きであり、ことあるごとに般若の面をかぶった妻にお仕置きされている。六本木・麻布・銀座・赤坂、そして京都の祇園に馴染みの女遊びの相手が居るらしい。孫（伊織）を「いおちゃん」と呼んで溺愛。メイドからは「御老公」と呼ばれている。
源と共にお祭りで超人的な動きを見せた謎の人物を目撃。伊織の婿にしても良いと初めて思えた人物だと惚れ込み、源と共に張り紙をしてその行方を捜している。髪の毛が悩みであり、四菱家を支える五十鈴家の神託をもってしても、かつての「繁栄」は取り戻せていない（本人はあきらめてない）。
現在は源と共におかめ仮面の弟子入りを志し、亀仮面（決めポーズの）として鍛錬の日々を送っている。やや鶴仮面より体力は劣る模様。
出番はわずかではあるが、作者の他作品『天国のススメ!』にも客演している。
四菱の大奥方
伊織の祖母。名前は不明。頻繁に般若の面を付けては女好きな夫：政夫へ怒りの鉄槌を込めた制裁（ハロウィンイベントの際に巨大カボチャの器へ監禁、五十鈴家から「五十鈴家版：真実の口の石像披露」に招待された時に浮気の真偽を問わせ政夫の手を確信犯的に噛ませる…等々）を下している。大正時代に創立されたらしき塚宝歌劇団の当初からの熱烈なファン（通称ヅカオタ、夫の政夫曰く「殿堂入り」）で、男装の麗人にめっぽう弱い。彼女の持論は「華は咲くのを助け支えるもの。美しさを讃え見守るもの 無粋な真似は許さない」彼女の言う「無粋な真似」の具体例は、政夫が口にした「俳優のスケジュールを（金で）買って、四菱家でパーティー。（つまり金に物を言わせて相手を意のままに動かそうとすること）」。だがヲタクとしての欲望には弱く、本編12巻P87-P92からのエピソードで、孫娘の伊織が晴＆あたる姉弟・薫達と正月映画版「ダンデレラ」鑑賞の後晴・薫を伴って帰宅した際、伊織の熱望でダンデレラの扮装をさせた晴にメロメロになってしまい、孫娘：伊織が帰宅する前に政夫に教え諭していた説教（「孫の楽しみのお邪魔になったら悪い」「可愛い子は可愛いい子同士（水入らずの付き合いをさせるべきと言う意味？）」）も何処へやら、即座に政夫を突き飛ばして眼中から遮断。（突き飛ばされた政夫は孫娘の友人で、他人でしかない薫にだけしか心配して貰えなかったと言う哀れなオチが付いた。）孫娘の伊織と、晴との団欒の同席にどちらが隣席になるかを巡って諍いを開始する…と言う結末になっていた。
ばあや
三条家に仕える召使いの女性（メイド長）。「メイド界の鬼百合」と称され、春日家のじいやにもその存在を知られているなど、凄腕のメイドとして名を馳せている。春日家関係者以外で晴の超人的身体能力を知る数少ない一人。登場当初はやや堅物に描かれていたが、その後は三条様をはじめ、お嬢さまがたをあたたかくも厳しく見守る存在に。若い頃は「白ゆりの君」と呼ばれており、美しさと（怒らせると）鬼のような怖さで有名だった。
天坂 行
晴、あたる、巻の幼なじみの男子。イガイガ頭が特徴。巻も含めて、晴が素の状態で接することができる数少ない人物の一人。巻の思いつきでの行動に巻き込まれることも少なくない。
巻
晴、あたる、行の幼なじみの男子。容姿は中性的。晴のことは「ハルちゃん」と呼ぶ（状況により、「隊長」と呼ぶ場合もあり。これは行も同様。）。思いつきで行動を起こす節があり、行に怒られることもある。ゲーム仲間やクラスメイトからは、美人で優しくて強い幼なじみが居るということで羨ましがられている。
宮野 結（みやの　ゆい）
四菱家のメイド。春日家のメイドの御園に憧れ目標としている。ストーカー気質で同僚にいつもくぎを刺されている。四菱家の場面で何度か登場しているが名前が判明したのは12巻。
五十鈴家御用達の道具屋
姓名は不明。薫の家に常連で出入りする、（恐らくは五十鈴家の占い、神託に使用する特別な道具として扱う）道具屋の女性（薫曰く「あの変わった方」）。薫の母親から注文を受け、その品を持参しに定期的に来訪しているらしい。ボブヘアに、いつもベネチアの仮面舞踏会のようなアイマスクを付けて五十鈴家に現れている。（道具屋曰く「仮面は気遣い。物によっては面と向かって『欲しい』と言いづらい物もある。こうして表情や顔が分からない方が気楽に買えると言うもの」）扱う道具も物凄い怪しさがあり耳を疑う、意味不明な商品名の物が多数。代表的な品々は「人語を話す猿が作った味噌」、「菩提樹の心臓」、「飛行鮪の鱗」等。だが結局薫もその道具屋が何気なく漏らした品の名前で、願望を叶える系（特に薫が最も悩みの種にしているダイエットとスイーツ無制限満喫との葛藤を解消してくれそうな商品に関して）の物があれば耳聡く聞き逃さず、躊躇なく注文しては失敗を繰り返している…と言う結果に陥らされ、母親と違い（道具屋本人は薫に対しては全くの無意図だが、）その怪しい道具屋の道具の効能の結果に振り回されている。
五十鈴夫人
薫の母。名前は不明。指先は爪に色付きマニキュアをし、髪は垂らしたままだが房飾り付きのヴェールを被り目元を隠して暗系色のハイネックの長袖裾長ワンピースを着てソトワール（長いネックレス）を首に掛けた出で立ちで、（要するに占星術師の服装）主にその姿で占いをしている。（普段の姿は不明。）「表の四菱・裏の五十鈴」と言われ、薫の人物紹介にあるように、占いによる神託を駆使して、伊織の家である四菱家の繁栄をも支えた、代々続く巫女の家の当代の後継者。五十鈴家の巫女として、やっとつい最近後継者としての修行を始めさせて貰ったと言う状態。神託を告げるのに重大な案件は今も薫の祖母が受けているが、年始の占いは薫の母が引き受けているとのこと。だが後継者としての実力は十二分にあるらしく、毎年伊織が薫の家で特別に薫の母親に占ってもらう時期を設けている。そしてその際伊織の弁によれば（娘の薫曰く「祖母のような信託はまだ出来ないけれど、でも（母の）占いは当たる」）「素敵な人なんだけれど、変わった癖がある。占いを告げる時、薫の母が話したい時が話し始めになり、息を吸うように怪談をする。聞かされる方は怖すぎて占いの内容など覚えていられない」程にその占いの方式に畏怖の念を抱かせる存在。その年始占いに招いた晴・あたる姉弟達の守護星（晴には「毘沙門天、あるいは帝釈天、または不動明王」、あたるには「弁財天」）を読み当てている。特にあたるのことは五十鈴家の最恐お化け屋敷で最も平常心だった男と言う称号を持ったことで、「お化け屋敷の覇者、わたくしのアイドル」と気に入っている様子。そして前述の怪しい道具屋に出入りしてもらい怪しい道具を入手しているが、娘の薫と違ってその道具の効能に振り回されることなく己が操れる能力を有しているらしい。その面でも実力を見せたのが、晴達が「五十鈴家の真実の口の石像」を披露する際に招かれた時。薫の母が真実の口に手を入れかけた時に噛み付かれそうになったが、その状況に臆することなく何やら脅しめいた、だがはっきり意思を示したらしき言葉を呟いたため石像の方が逆に薫の母に恐怖を覚えたか、怯えて口を全開にさせていた。

## 商業的評価

### 晴れのちシンデレラ
週間単行本売り上げランキングCOMIC ZIN調べで、単行本第5巻が2012年10月29日から11月4日までで第6位、第6巻が2013年9月23日から9月29日までで第4位、第7巻が2014年9月22日から9月28日までで第4位を獲得。第8巻が2015年9月21日から9月27日までで第8位、9月28日から10月4日までで第10位と2週にかけてランクイン。第9巻が2016年8月22日から8月28日までで第10位、第10巻が2017年9月25日から10月1日までで第9位、第11巻が2018年9月24日から9月30日までで第4位、第12巻が2019年9月23日から9月29日までで第7位、第13巻が2020年9月21日から9月27日までで第9位を獲得している。

### 晴れのちシンデレラ magical
週間単行本売り上げランキングCOMIC ZIN調べで、単行本第4巻が2021年6月28日から7月4日までで第5位を獲得。

## 書誌情報
- 宮成樂『晴れのちシンデレラ』 竹書房〈バンブーコミックスMOMOセレクション〉、既刊17巻（2024年9月17日現在）
  1. 2008年12月11日初版発行（11月27日発売[26]）、ISBN 978-4-8124-7009-1
  2. 2009年12月11日初版発行（11月27日発売[27]）、ISBN 978-4-8124-7194-4
  3. 2010年12月11日初版発行（11月27日発売[28]）、ISBN 978-4-8124-7477-8
  4. 2011年12月10日初版発行（11月26日発売[29]）、ISBN 978-4-8124-7698-7
  5. 2012年11月10日初版発行（10月27日発売[30][31]）、ISBN 978-4-8124-8024-3
  6. 2013年10月11日初版発行（9月27日発売[32][33]）、ISBN 978-4-8124-8413-5
  7. 2014年10月11日初版発行（9月27日発売[34]）、ISBN 978-4-8124-8790-7
  8. 2015年10月10日初版発行（9月26日発売[35]）、ISBN 978-4-8019-5353-6
  9. 2016年9月10日初版発行（8月27日発売[36]）、ISBN 978-4-8019-5617-9
  10. 2017年10月11日初版発行（9月27日発売[37]）、ISBN 978-4-8019-6053-4
  11. 2018年10月11日初版発行（9月27日発売[38]）、ISBN 978-4-8019-6388-7
  12. 2019年10月11日初版発行（9月27日発売[39]）、ISBN 978-4-8019-6744-1
  13. 2020年10月10日初版発行（9月26日発売[40]）、ISBN 978-4-8019-7071-7
  14. 2021年10月11日初版発行（9月27日発売[41]）、ISBN 978-4-8019-7413-5
  15. 2022年9月29日初版発行（9月15日発売[42]）、ISBN 978-4-8019-7836-2
  16. 2023年9月28日初版発行（9月14日発売[43]）、ISBN 978-4-8019-8152-2
  17. 2024年9月17日初版発売[44]、ISBN 978-4-8019-8437-0
- 宮成樂『晴れのちシンデレラ magical』[注釈 15] 竹書房〈バンブーコミックス〉、既刊6巻（2025年4月16日現在）
  1. 2015年6月13日初版発行（5月30日発売[45][46]）、ISBN 978-4-8019-5255-3
  2. 2017年6月13日初版発行（5月30日発売[47]）、ISBN 978-4-8019-5951-4
  3. 2019年7月12日初版発行（5月30日発売[48]）、ISBN 978-4-8019-6664-2
  4. 2021年6月30日発売[49]、ISBN 978-4-8019-7334-3
  5. 2023年7月14日発売[50]、ISBN 978-4-8019-8091-4
  6. 2025年4月16日発売[51]、ISBN 978-4-8019-8617-6